# 大牟田市立倉永小学校
大牟田市立倉永小学校（おおむたしりつくらながしょうがっこう）は、福岡県大牟田市に所在する公立小学校。

## 態様
大牟田市の北部に位置し、国道208号や鹿児島本線、西鉄天神大牟田線が校区を縦断している。

## 所在地
- 大牟田市大字倉永1307番地

## 沿革
- 1878年（明治11年）4月 - 開校

## 通学区域
- 大字倉永（くらなが）
- 大字宮崎（みやざき）の一部
- 大字吉野（よしの）の一部
- 大字甘木（あまぎ）の一部[1]

## 周辺
- 鹿児島本線 - 吉野駅
- 西鉄天神大牟田線 - 西鉄渡瀬駅・倉永駅
- 国道208号